# 仲裁官

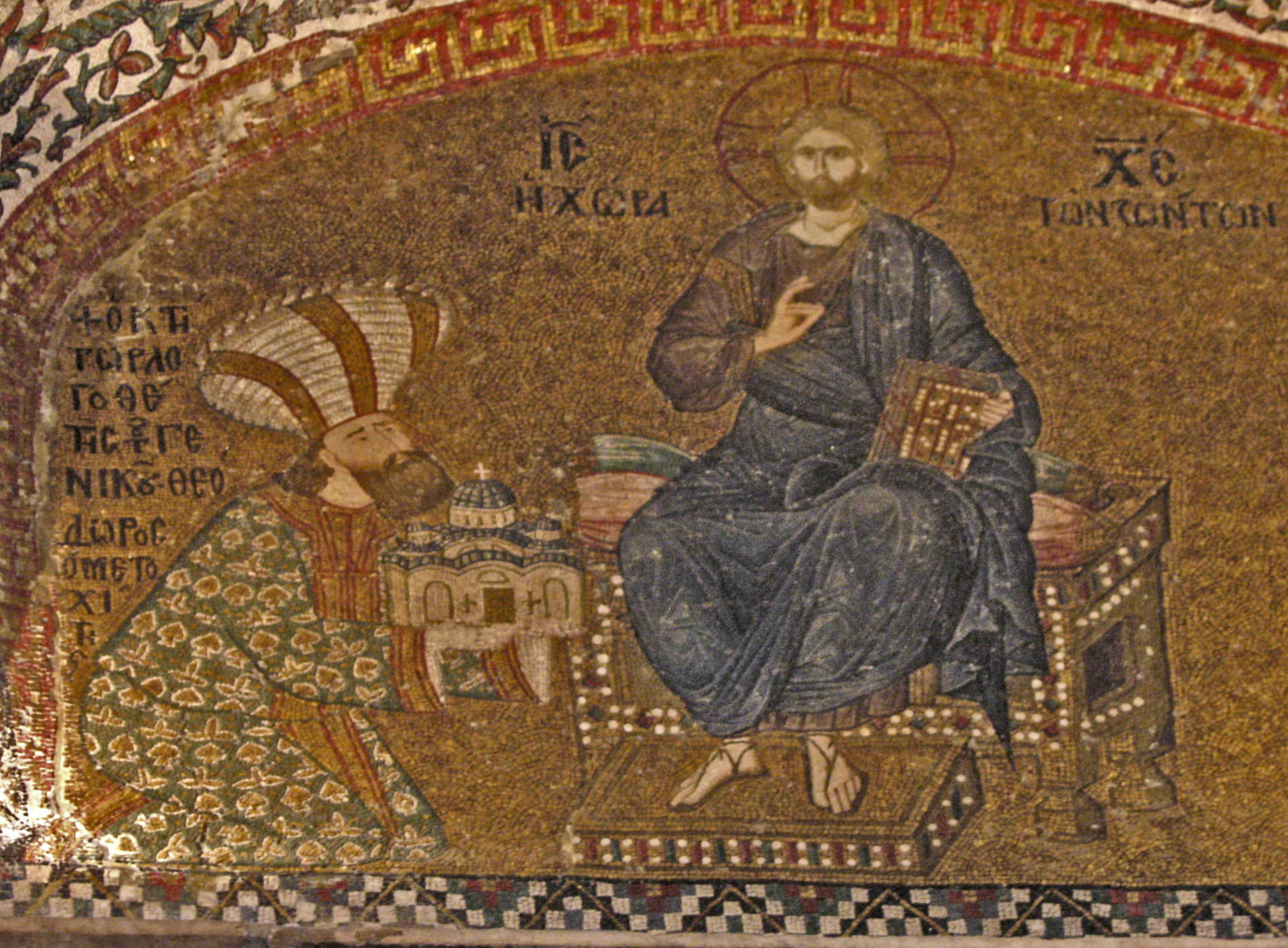
仲裁官

仲裁官（希臘語：μεσάζων，“居中者”）是拜占庭帝国末期位高权重的官职。相当于首相与皇帝的左右手。

## 来历及职权
这一官职名称源自公元10世纪。当时一些高官被称为μεσιτεύοντες，即“中间人”，意指这些官员是介于皇帝与人民之间的人。公元11世纪，君斯坦丁·雷霍德斯成为第一名被正式授予该职的官员，他之后成为了普世牧首君士坦丁三世。科穆宁时代，有首相之实而无首相之名的官员被授予仲裁官之职，但彼时仲裁官尚未取得一明确的职权。相反，当时的仲裁官是授予政府内重要大臣们的头衔，在这一层意义下，他们的确是皇帝与其他官员的“居中者”这也体现了科穆宁时代，拜占庭帝国从经典的罗马政府演变为以贵族垄断统治的、政出一门的封建制度，如当时的西欧。
尼西亚偏安时期，仲裁官正式设为官职。仲裁官的职务是作为皇帝的首相，协调其他大臣工作。根据拜占庭皇帝兼史学家约翰六世·坎塔库泽努斯的记录，当时的仲裁官对于皇帝来说“日夜不可或缺”。仲裁官的职位在巴列奥略王朝持续存在，直至君士坦丁堡陷落为止。伊庇鲁斯专制国、摩里亚专制国、特拉布宗帝国也设有同样职权的官职。在特拉布宗，还被称为“大仲裁官”